# Дудин, Леонид Никитович
Леони́д Ники́тович Ду́дин (1916—1970) — советский офицер-пехотинец в  Великой Отечественной войне, Герой Советского Союза (22.02.1944). Гвардии майор.

## Биография
Леонид Дудин родился 14 августа 1916 года в деревне Конево (ныне — Тогучинский район, Новосибирская область) в крестьянской семье. После окончания сельской школы и курсов механизаторов работал механизатором в машинно-тракторной станции. В 1936 году Дудин окончил два курса Томского автодорожного техникума, затем продолжил работать в Коуракской МТС.
В октябре 1938 года он был призван на службу в Рабоче-крестьянскую Красную армию. Проходил службу в Сибирском военном округе. С ноября 1941 года — на фронтах Великой Отечественной войны. Участвовал в битве за Москву, Ржевско-Сычёвской операции. В 1942 году окончил ускоренный курс Рязанского военного пехотного училища, после чего вернулся на фронт. Участвовал в боях на Дону, Острогожско-Россошанской, Воронежско-Касторненской, Харьковской, Донбасской операциях. К сентябрю 1943 года гвардии майор Леонид Дудин командовал батальоном 81-го гвардейского стрелкового полка 25-й гвардейской стрелковой дивизии 6-й армии Юго-Западного фронта. Отличился во время битвы за Днепр.
26 сентября 1943 года батальон Дудина переправился через Днепр в районе села Войсковое Солонянского района Днепропетровской области и захватил плацдарм на его западном берегу. За три последующих дня батальон отбил двадцать немецких контратак, нанеся противнику большие потери.
Указом Президиума Верховного Совета СССР от 22 февраля 1944 года за «мужество и героизм, проявленные на фронте борьбы с немецкими захватчиками» гвардии майор Леонид Дудин был удостоен высокого звания Героя Советского Союза с вручением ордена Ленина и медали «Золотая Звезда» за номером 2512.
В дальнейшем участвовал в освобождении Правобережной Украины, Румынии, Венгрии, Чехословакии. После окончания войны продолжил службу в Советской Армии. В 1950 году Дудин окончил Военную академию имени М. В. Фрунзе. В 1953 году он был уволен в запас. Проживал и работал в Одессе, скончался 28 июля 1970 года, похоронен в селе Корсунцы Лиманского района Одесской области Украины.

## Награды
- Герой Советского Союза (22.02.1944)
- Орден Ленина (22.02.1944)
- Орден Красного Знамени (25.02.1944)
- Орден Александра Невского (20.10.1943)
- Ряд медалей[2]

Его имя увековечено на Аллее Героев у Монумента Славы в г. Новосибирске и мемориале Героя Советского Союза в г. Тогучине, на монументах в Рязани и Лубнах, на памятном знаке в Томске.